# SDC Verifier
SDC Verifier (Structural Design Codes Verifier) est un logiciel de conception structurelle et d'analyse par éléments finis doté d'un noyau de calcul permettant de vérifier les structures selon différentes normes, prédéfinies ou programmées par l'utilisateur, et de générer un rapport final avec tous les contrôles. L'objectif est d'automatiser les tâches de routine et d'accélérer la vérification des projets d'ingénierie. Il fonctionne de manière indépendante ou en tant qu'extension des logiciels FEA populaires Ansys, Femap et Simcenter 3D.
En 2023, SDC Verifier a lancé une version autonome qui ne nécessite pas de logiciel FEA tiers pour fonctionner, ce qui lui permet non seulement de travailler avec des modèles FEA provenant d'autres applications, mais aussi d'importer des plans à partir de fichiers de CAO et de créer des modèles à partir de zéro.

## Normes
Les règles des normes techniques sont prédéfinies dans SDC Verifier. Cette norme peut être partagée avec d'autres utilisateurs. 
- ABS 2004: Guide pour l'évaluation de la résistance au flambage et de la résistance ultime des structures offshore;
- ABS 2014: Règles de construction et de classement (installations de production flottantes);
- AIJ 2017 (Norme de conception des structures en acier);
- AISC ASD 9ème édition (Juillet 1989);
- AISC 360–10 et 360-22;
- API RP 2A LRFD, 1ère édition (1993);
- API RP 2A WSD 21ème édition (2007);
- ASME B31.8 (2018) et ASME VIII (Div2, 2010);
- Bureau Veritas BV NR615;
- DIN 15018 (1984);
- DNV OS C101 LRFD (Avril 2011)
- DNV OS C201 WSD (Avril 2011)
- DNV Notes de classification N° 30.1 (Buckling Strength Analysis, juillet 1995);
- DNV RP C201: Résistance à la déformation des structures plaquées (pratique recommandée, octobre 2010);
- DVS (Société de soudure d’Allemagne) 1608 et 1612;
- FEM 1.001, 3rd edition (1998);
- Eurocode 3, Partie 1-9: Fatigue (2006);
- Eurocode 3, Partie 1-1: vérification des membres (2005);
- Eurocode 3, Partie 1-8: résistance des soudures;
- FKM (instructions) 5ème (2003) et 6ème (2012) éditions;
- ISO 19902, 1ère édition (2007);
- Norsok N004, Rév. 3 (2013);
- Standards Australia AS 3990 (1993) et AS 4100 (2020);
- VDI 2330 (Partie 1, 2015).